# Blanc Central
Blanc Central és un aiguafort de l'artista espanyol Antoni Tàpies. L'obra, realitzada a Barcelona en 1982, es troba en la Fundació Picasso Museo Casa Natal de Màlaga, catalogat amb el codi FPCN 1337. Va ser comprat per la Fundació Picasso en 1998. Les seves dimensions són 76,5 cm x 56 cm en el paper, i de 48,5 cm x 41,5 cm la petjada. L'obra, realitzada a Barcelona, és un aiguafort amb varies colors de blanc, terra y jaune.